# Nothochrysa fulviceps
Nothochrysa fulviceps – gatunek sieciarki z rodziny złotookowatych (Chrysopidae). Występuje w Europie, Azji i Ameryce Północnej. W Polsce jest gatunkiem bardzo rzadkim.